# Grzywinek
Grzywinek – jezioro w woj. kujawsko-pomorskim, w powiecie brodnickim, w gminie Bobrowo, leżące na terenie Pojezierza Brodnickiego.

## Dane morfometryczne
Powierzchnia zwierciadła wody według różnych źródeł wynosi od 18,5 ha do 20,6 ha.
Zwierciadło wody położone jest na wysokości m n.p.m. lub 83,0 m n.p.m. Średnia głębokość jeziora wynosi 2,2 m, natomiast głębokość maksymalna 4,7 m lub 20,6 m.
W oparciu o badania przeprowadzone w 1999 roku wody jeziora zaliczono do wód pozaklasowych i III kategorii podatności na degradację.